# Rezoluce Rady bezpečnosti OSN č. 242
Rezoluce Rady bezpečnosti OSN č. 242 (S/RES/242) byla Radou bezpečnosti OSN jednomyslně schválena 22. listopadu 1967 po šestidenní válce. Rezoluce byla přijata na základě VI. kapitoly Charty OSN. Sepsal ji britský velvyslanec lord Caradon a výsledný návrh byl jedním z pěti zvažovaných návrhů.
Preambule rezoluce upozorňuje na „nepřípustnost nabývání území válkou a na nutnost usilovat o spravedlivý mír, v němž bude moci každý stát v oblasti žít v bezpečí.“
První odstavec rezoluce „prohlašuje, že naplňování principů Charty vyžaduje dosažení spravedlivého a trvalého míru na Blízkém východě, který bude zahrnovat aplikaci následujících principů:
(i) stažení izraelských ozbrojených sil z území okupovaných v předešlém konfliktu;
(ii) ukončení všech nároků a ozbrojených akcí a respektování a uznání svrchovanosti, územní celistvosti a politické nezávislosti všech států v této oblasti, práva na život jejich obyvatel uvnitř bezpečných a uznávaných hranic, bez hrozeb a užívání síly.“
Rezoluce č. 242 patří mezi nejčastěji zmiňované rezoluce OSN v souvislosti s ukončením arabsko-izraelského konfliktu a stala se základem pozdějších jednání mezi dotčenými stranami.